# Ferrovia Parigi-Mulhouse
La ferrovia Parigi-Mulhouse (in francese Ligne de Paris-Est à Mulhouse-Ville) è una linea ferroviaria francese che unisce Parigi a Mulhouse.

## Storia
La costruzione e lo sfruttamento di una ferrovia da Parigi a Mulhouse furono concessi alla neonata Chemins de fer de l'Est nel 1853. Il primo tratto, compreso tra Flamboin-Gouaix e Troyes, era già stato aperto nel 1848 ed era parte della ferrovia Montereau - Troyes. Un secondo tratto, da Parigi a Noisy-le-Sec era stato invece attivato nel 1849 come parte della ferrovia Parigi-Strasburgo. Il 9 luglio 1856 fu costruita una linea da Noisy-le-Sec a Nogent-sur-Marne. Nel 1857 furono aperti i tratti tra Nogent-sur-Marne e Flamboin-Gouaix, tra Troyes e Langres e tra Dannemarie e Mulhouse. Infine, nel 1858 fu aperto il tratto tra Langres e Dannemarie.

## Percorso
La ferrovia Parigi-Mulhouse parte dalla stazione di Parigi Est in direzione est. A Noisy-le-Sec, dove si dirama la Parigi-Strasburgo, vira a sud, attraversa il fiume Marna a Nogent-sur-Marne e gira a sud-est. Nei pressi di Gouaix raggiunge la Senna e risale il suo corso a monte, fino a Nogent-sur-Seine sulla riva destra e poi sulla riva sinistra, grosso modo verso sud-est. A Troyes attraversa nuovamente la Senna e vira verso est.
Entra nella valle dell'Aube presso Jessains e continua a risalire lungo Bar-sur-Aube. Lascia l'Aube ed entra nell'alta valle della Marna a Chaumont. Supera Langres e il nodo ferroviario Culmont-Chalindrey, dove incrocia la linea Nancy-Digione. Raggiunge la Saona a Jussey e la segue a valle fino a Port-sur-Saône, dove vira a sud-est per raggiungere Vesoul. Gira a est, passando per Lure, Belfort, Dannemarie e Altkirch. Qui svolta a nord-est ed entra a Mulhouse.